# 凯特·内利根
凯特·内利根（英語：Kate Nelligan，1950年3月16日—），女，加拿大演员。曾获得英国电影学院奖最佳女配角。